# 圣胡安山脉

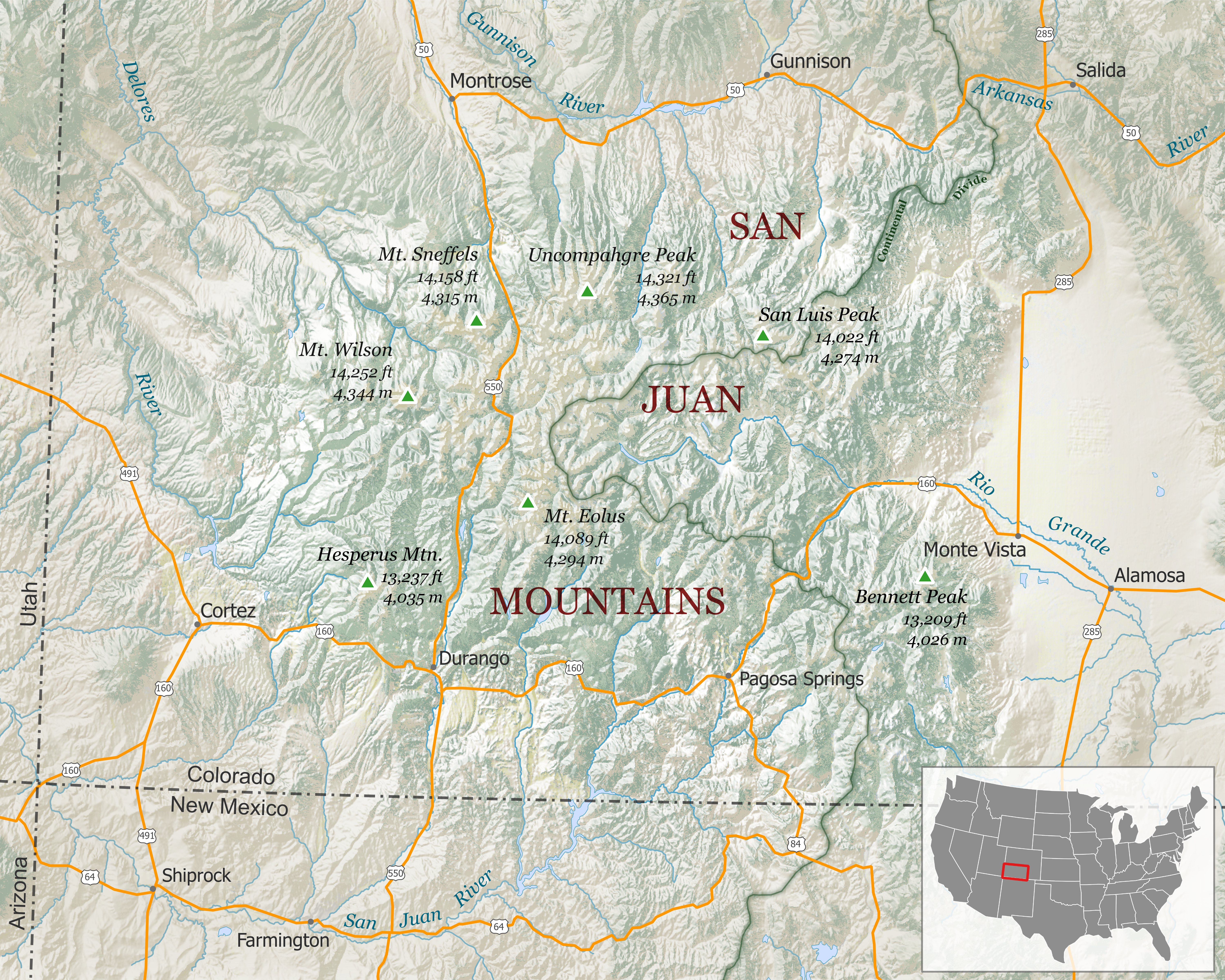
圣胡安山脉的位置

圣胡安山脉（英語：San Juan Mountains），是一个高耸崎岖的山脉，属于落基山脉的一部分，位于美国科罗拉多州西南部和新墨西哥州西北部。这一地区富含矿物（科羅拉多礦帶），其中的金银矿对早年的科罗拉多州工业发展有重要作用。这一地区的城镇，如克里德、湖城、锡尔弗顿、乌雷和特柳賴德都是由采矿基地发展而来。如今这一地区的大规模采矿已经终止，但仍有独立淘金者在此活动。